# گوگل گاگلز
گوگل گاگلز (به انگلیسی: Google Goggles) یک نرم‌افزار کاربردی تشخیص تصویر که توسط شرکت گوگل ساخته شده. این نرم‌افزار کاربردی براساس جستجوی تصاویر گرفته شده به وسیلهٔ تلفن هوشمند کار می‌کند. برای مثال، زمانی که کاربر از یک مکان معروف عکس می‌گیرد، برنامه شروع می‌کند به جستجو برای یافتن اطلاعات مربوط به آن مکان، یا زمانی که از بارکد محصولی عکس گرفته شود، دربارهٔ اطلاعات آن محصول جستجو می‌کند.

## موارد استفاده
این برنامه قادر به شناسایی تقریباً هر چیزی خواهد بود. در حال حاضر این سیستم می‌تواند برچسب‌های مختلف یا مکان‌های معروف را شناسایی کند، به کاربران اجازه می‌دهد بدون نیاز به جستجوی متنی، دربارهٔ چنین چیزهایی بیاموزند. این سیستم بارکد محصولات و برچسب‌ها را تشخیص می‌دهد که کاربران می‌توانند محصولات مشابه و قیمت محصول مورد نظر خود را بیابند. این سیستم همچنین متن چاپ شده را شناسایی و با استفاده از تشخیص نوری کاراکترها (OCR) یک قطعه متن تولید می‌کند و حتی این متون را می‌تواند به زبان دیگری ترجمه کند.